# Embajada de España en Bangladés
La Embajada de España en Bangladés es la máxima representación legal del Reino de España en la República Popular de Bangladés.

## Embajador
El actual embajador es Francisco de Asís Benítez Salas, quien fue nombrado por el gobierno de Pedro Sánchez el 8 de julio de 2020.

## Misión Diplomática
La embajada española en Bangladés se creó en 2007 con carácter residente en Daca, capital del país asiático. Previamente en Daca había existido una oficina consular honoraria desde 1988 a 2008

## Historia
España y Bangladés iniciaron relaciones en 1972 tras la independencia del país asiático de Pakistán. Las relaciones diplomáticas entre los dos países son buenas, sin contenciosos importantes. Aunque tradicionalmente la presencia de España ha sido muy reducida en el país asiático, las relaciones bilaterales van intensificándose progresivamente, fomentando un mayor conocimiento mutuo. 
Desde 1972 a 2008 las relaciones entre ambos países dependieron de la Embajada española en Nueva Delhi, capital de la India.